# Paracilicaea watamuae
Paracilicaea watamuae är en kräftdjursart som beskrevs av Müller 1995. Paracilicaea watamuae ingår i släktet Paracilicaea och familjen klotkräftor.
Artens utbredningsområde är Kenya. Inga underarter finns listade i Catalogue of Life.